# Het Broekgemaal
Het Broekgemaal is een gemaal in de Arnhemse wijk Het Broek, gebouwd in 1931. Het is het oudste gemaal van Arnhem en een gemeentelijk monument. Het gemaal pompt hemelwater van de wijken Het Broek, Spijkerkwartier en een deel van Presikhaaf naar de rivier de Rijn.